# منحنى عرض العمل المنثني للخلف

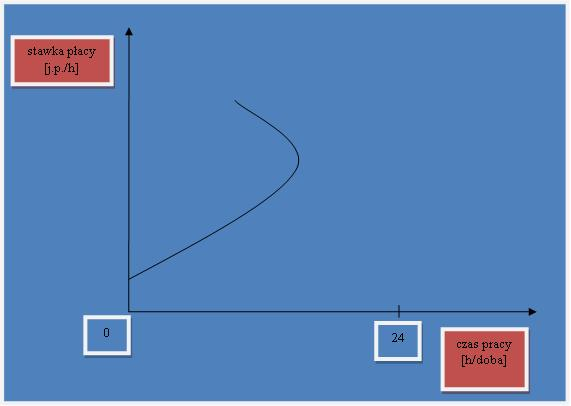

في الاقتصاد، يشكل منحنى عرض العمل المنثني للخلف، أداة رسومية تُظهر حالة حيث ترتفع الأجور الحقيقية (المصححة بالتضخم) إلى ما يتجاوز مستوى معين، إذ يفضل الأشخاص الاستمتاع بالراحة (الوقت غير المدفوع) عوضًا عن وقت العمل المدفوع وبالتالي تؤدي الأجور الأعلى إلى انخفاض عرض العمل وبالتالي انخفاض وقت العمل المعروض للبيع.
تعد هذه المقايضة بين «العمل والراحة» هي المقايضة التي يواجهها البشر الحاصلين على أجور، بين مقدار الوقت الذي يقضونه في العمل مدفوع الأجر (الذي يُفترض أنه غير مستحب) وبين الوقت غير المدفوع المولد للرضا والذي يسمح بالمشاركة في الأنشطة «الترفيهية» واستخدام الوقت للقيام بالعناية الذاتية اللازمة، مثل النوم. يتمثل مفتاح المقايضة هذه في المقارنة بين الأجر المتلَقى لقاء كل ساعة عمل وبين مقدار الرضا الناتج عن استخدام الوقت غير المدفوع.
تعني مثل هذه المقارنة عمومًا أن رفع الأجور من شأنه إغراء الأشخاص بقضاء المزيد من الوقت في العمل لقاء الأجر، ويتضمن تأثير الاستعاضة منحنى عرض عمل مائل على نحو موجب. مع ذلك، فإن منحنى عرض العمل المنثني للخلف يحدث عندما يستهوي الأجر الأعلى الأشخاص في الواقع للعمل بشكل أقل واستهلاك المزيد من وقت فراغ أو وقت غير مدفوع.

## لمحة عامة
مع زيادة الأجور إلى ما فوق مستوى الكفاف، هناك اعتباران يؤثران على اختيار العامل لعدد ساعات العمل لكل وحدة من الوقت (عادةً ما تكون يوم أو أسبوع أو شهر). الأول هو تأثير التعويض أو الحوافز. مع ارتفاع الأجور، فإن المقايضة بين العمل لساعة إضافية مقابل أجر وبين استغراق ساعة إضافية من الوقت غير المدفوع يتغير لصالح العمل. بالتالي، سيتاح المزيد من ساعات العمل بأجر أعلى من ساعات العمل الأقل. يتمثل التأثير الثاني الموازي في أن الساعات التي عُمل فيها بمعدل الأجور القديم أصبحت الآن تكسب دخلًا أكثر من ذي قبل، الأمر الذي يخلق تأثيرًا على الدخل، ما يشجع على اختيار المزيد من وقت الفراغ نظرًا لكونه في متناول الجميع. يفترض أغلب خبراء الاقتصاد أن الوقت غير المدفوع (أو «وقت الفراغ») يعد سلعة عادية، لذا يريد الأشخاص المزيد منه مع ارتفاع دخولهم (أو ثرواتهم). بما أن ارتفاع معدل الأجور يؤدي إلى زيادة الدخول، مع ثبات العناصر الأخرى، فإن جاذبية الوقت غير المدفوع تزيد، فيؤدي في نهاية المطاف إلى تحييد تأثير التعويض والتسبب في الانحناء إلى الخلف.
يوضح الرسم البياني أنه إذا كانت الأجور الحقيقية تزيد من القيمة W1 إلى القيمة W2، فإن تأثير التعويض بالنسبة إلى العامل الفردي يفوق تأثير الدخل، وبالتالي فإن العامل سيكون على استعداد لزيادة ساعات العمل لقاء الأجر من القيمة L1 إلى القيمة L2. مع ذلك، إذا زاد الأجر الحقيقي من W2 إلى W3، سينخفض عدد الساعات المعروضة للعمل لقاء الأجر من L2 إلى L3 لأن قوة تأثير الدخل الآن تتجاوز قوة تأثير التعويض، فالفائدة التي يمكن جنيها من ساعة إضافية من الوقت غير المدفوع أصبحت الآن أكبر من الفائدة التي يمكن جنيها من الدخل الإضافي الذي يمكن اكتسابه من خلال العمل في الساعة الإضافية.
يدرس ما سبق تأثير تغيير معدلات الأجور فقط على العمال الخاضعين بالفعل لهذه المعدلات، ولم يُنظر إلا في استجابة هؤلاء الأفراد لعرض العمل. لم يُؤخذ في الحسبان العمل الإضافي الذي يقدمه العمال العاملون في قطاعات أخرى (أو العاطلين عن العمل)، الذين ينجذبون الآن إلى الوظائف في هذا القطاع لأنها تدفع أجورًا أعلى. بالتالي، وبالنسبة لسوق معينة، فإن الأجر الذي ينحني به منحنى عرض العمل إلى الخلف قد يكون أعلى من الأجر الذي ينحني به منحنى عامل معين للخلف.
من ناحية أخرى، وبالنسبة لسوق العمل الكلي، وهي سوق عمل بلا «قطاعات أخرى» للعمال، تنطبق الرواية الأصلية لمنحنى عرض العمل المنثني للخلف، باستثناء أن بعض العمال يعانون من البطالة غير الطوعية.